# Olympische Sommerspiele 2000/Teilnehmer (Sudan)
| Gelbes Symbol für Goldmedaillen mit stilisierten Olympischen Ringen | Graues Symbol für Silbermedaillen mit stilisierten Olympischen Ringen | Braundes Symbol für Bronzemedaillen mit stilisierten Olympischen Ringen |
| ------------------------------------------------------------------- | --------------------------------------------------------------------- | ----------------------------------------------------------------------- |
| —                                                                   | —                                                                     | —                                                                       |

Der Sudan nahm an den Olympischen Sommerspielen 2000 in der australischen Metropole Sydney mit drei Athleten, einer Frau und zwei Männern, teil.
Seit 1960 war es die achte Teilnahme des afrikanischen Staates an Olympischen Sommerspielen. 

## Flaggenträger
Mahmoud Kieno trug die Flagge des Sudan während der Eröffnungsfeier im Stadium Australia.

## Übersicht der Teilnehmer

### Leichtathletik
Männer
- Mohamed Yagoub
800 m: Did not start
1500 m: 3:39,52 min (erste Runde), 3:50,60 min (zweite Runde, nicht für die nächste Runde qualifiziert)

Frauen
- Awmima Mohamed
400 m: 1:02,94 min (nicht für die nächste Runde qualifiziert)

### Schwimmen
Männer
- Mohamed Abdul Hamid
50 m Freistil: disqualifiziert